# Molokh
Molokh (russisk: Молох) er en spillefilm fra 1999 af Aleksandr Sokurov.

## Medvirkende
- Leonid Mozgovoj som Adolf Hitler
- Jeelena Rufanova som Eva Braun
- Vladimir Bogdanov som Martin Bormann
- Leonid Sokol som Joseph Goebbels
- Jelena Spiridonova som Magda Goebbels